# Adolf Schwarz
Adolf Schwarz foi um enxadrista Austro-Húngaro do final do Séc. XIX e ativo na década de 1880. Seus melhores resultados em torneios internacionais foram o primeiro lugar em Wiesbaden (1880) empatado com Blackburne e Englisch, e primeiro lugar em Graz (1880) empatado com Weiss and Minckwitz.